# Stefan Jędrychowski
Stefan Jędrychowski (Varsovia, 19 de mayo de 1910 - Ibid., 26 de mayo de 1996) fue un diplomático, economista, periodista y político comunista polaco, que se desempeñó como vice primer ministro, ministro de relaciones exteriores y ministro de finanzas en la República Popular de Polonia.

## Biografía

### Primeros años
Nacido en Varsovia, Zarato de Polonia el 19 de mayo de 1910, provenía de una familia católica de clase media, que poseía propiedades y casas de apartamentos en Wilno (ahora Vilna), que era la parte rusa de Polonia. Su madre era de origen alemán.
Estudió derecho y ciencias sociales en la Universidad Stefan Batory (ahora Universidad de Vilna) en Wilno y se graduó en 1932. Luego obtuvo una maestría en derecho de la misma universidad. También recibió un doctorado en economía. Comenzó su carrera política como un católico de izquierda radical en el grupo llamado "Odrodzenie" (renacimiento) cuando era estudiante de pregrado. Luego cambió a una organización juvenil "Legion Mlodych" (La Legión de la Juventud) que fue fundada por Józef Piłsudski después de que asumió el gobierno polaco en 1926. Jędrychowski se convirtió en miembro del comando regional del grupo.

### Carrera
Comenzó su carrera como profesor asistente de economía en la Universidad Stefan Batory. En 1936, se unió al Partido Comunista. En septiembre de 1939, comenzó a trabajar como periodista en Wilno. Luego fue nombrado subdirector del diario comunista local que había sido publicado por las autoridades soviéticas Se convirtió en ciudadano soviético y miembro del Partido Comunista Soviético. Tras la anexión de Lituania a la Unión Soviética, sirvió en el Soviet Supremo como diputado.
Más tarde continuó sus actividades en el comité polaco de liberación nacional (PKWN), que se formó el 22 de julio de 1944. Poco después comenzó a desempeñarse como representante del PKWN en Moscú. También fue delegado del gobierno de Varsovia en Francia en 1945. Además, encabezó el departamento de información y propaganda del PKWN. De 1945 a 1947 se desempeñó como ministro de Navegación y Comercio Exterior en el gobierno de unidad nacional. Luego se unió al Partido Obrero Unificado Polaco. Y se convirtió en miembro suplente del comité central o politburó del partido.
Se desempeñó como vice primer ministro en el gabinete polaco, también conocido como Rada Ministrów, del 12 de diciembre de 1951 al 24 de octubre de 1956. Trabajó como jefe de la oficina de planificación, Komisja Planowania, de 1956 a 1971. También fue ascendido a miembro de pleno derecho del comité central del partido el 21 de octubre de 1956, siendo uno de los nueve miembros. En el comité asumió el cargo de principal asesor económico. Se desempeñó como ministro de Relaciones Exteriores del 22 de diciembre de 1968 al 22 de diciembre de 1971. En diciembre de 1971 finalizó su pertenencia al comité central del partido. A continuación, fue nombrado ministro de finanzas el 22 de diciembre de 1971 y su mandato finalizó el 21 de noviembre de 1974.

### Fallecimiento
Falleció en Varsovia el 26 de mayo de 1996.